# دشيات
الدِشّيات (الاسم العلمي: Discinaceae)، فصيلة فطريات من الفطريات الزقية ورتبة الفنجانيات. اعتبارًا من عام 2008، يُعتقد أن الفصيلة تحتوي على 5 أجناس و58 نوعًا.